# انتخابات در ساموای آمریکا
قانونگذار ساموآ آمریکا یا "فونو" دارای دو اتاق، مجلس نمایندگان و سنا است که دارای رئیس دولت مستقیماً منتخب، فرماندار ساموآ آمریکا است.
مجلس نمایندگان ۲۱ عضو دارد که همه برای یک دوره دو ساله انتخاب می‌شوند. چهارده نفر از آنها تک جایگاهی هستند، شش تا از آنها از ناحیه‌های دو جایگاهی هستند، و یکی با یک جلسه عمومی در انتخاب جزیره سواین انتخاب می‌شود. سنا دارای ۱۸ عضو است که توسط رئیس جزایر برای یک دوره چهار ساله انتخاب می‌شوند. فرماندار و معاون آنها، فرماندار ستوان، برای یک دوره چهار ساله با محدودیت دو دوره به عنوان فرماندار انتخاب می‌شوند.
اگرچه افراد می‌توانند وابسته به احزاب سیاسی شوند، اما انتخابات به صورت غیرحزبی برگزار می‌شود و نامزدها بدون برچسب احزاب شرکت می‌کنند. فرماندار و ستوان فرماندار با بلیط مشترک انتخاب می‌شوند.
ساموآی آمریکا نیز به عنوان یک قلمروی آمریکایی، رأی می‌دهد که یک نماینده رأی دهنده به مجلس نمایندگان آمریکا از منطقه کنگره کامل ساموآ آمریکا اعزام شود. رئیس رسمی دولت رئیس‌جمهور ایالات متحده است. در حالی که ساموایی‌های آمریکایی می‌توانند در انتخابات مقدماتی احزاب رأی دهند، اما حق رای دادن در انتخابات ریاست جمهوری عمومی را ندارند.

## آخرین انتخابات
در سال ۲۰۲۰، نماینده فعلی مجلس نمایندگان ایالات متحده آماتا کلمن راداوگن، با کسب ۸۳٫۳ درصد آرا باری دیگر برای دوره چهارم پیروز شد.
همچنین در سال ۲۰۲۰، فرماندار ستوان Lemanu Peleti Mauga به عنوان فرماندار انتخاب شد و جایگزین Lolo Matalasi Moliga شد.
در سال ۲۰۱۸، همه‌پرسی ای که به دنبال اصلاح قانون اساسی محلی بود و به قانونگذار اختیار داده بود که به جای وزیر کشور ایالات متحده وتو را به عنوان وزیر کشور نادیده بگیرد، شکست خورد.